# 猿の手
「猿の手」（さるのて、原題: The Monkey's Paw）は、イギリスの小説家W・W・ジェイコブズによる短編ホラー小説。
怪奇小説の古典であり、多数のアンソロジーに収録されている。また、さまざまな形で後世の作品に影響を与え続けている。

## 概要

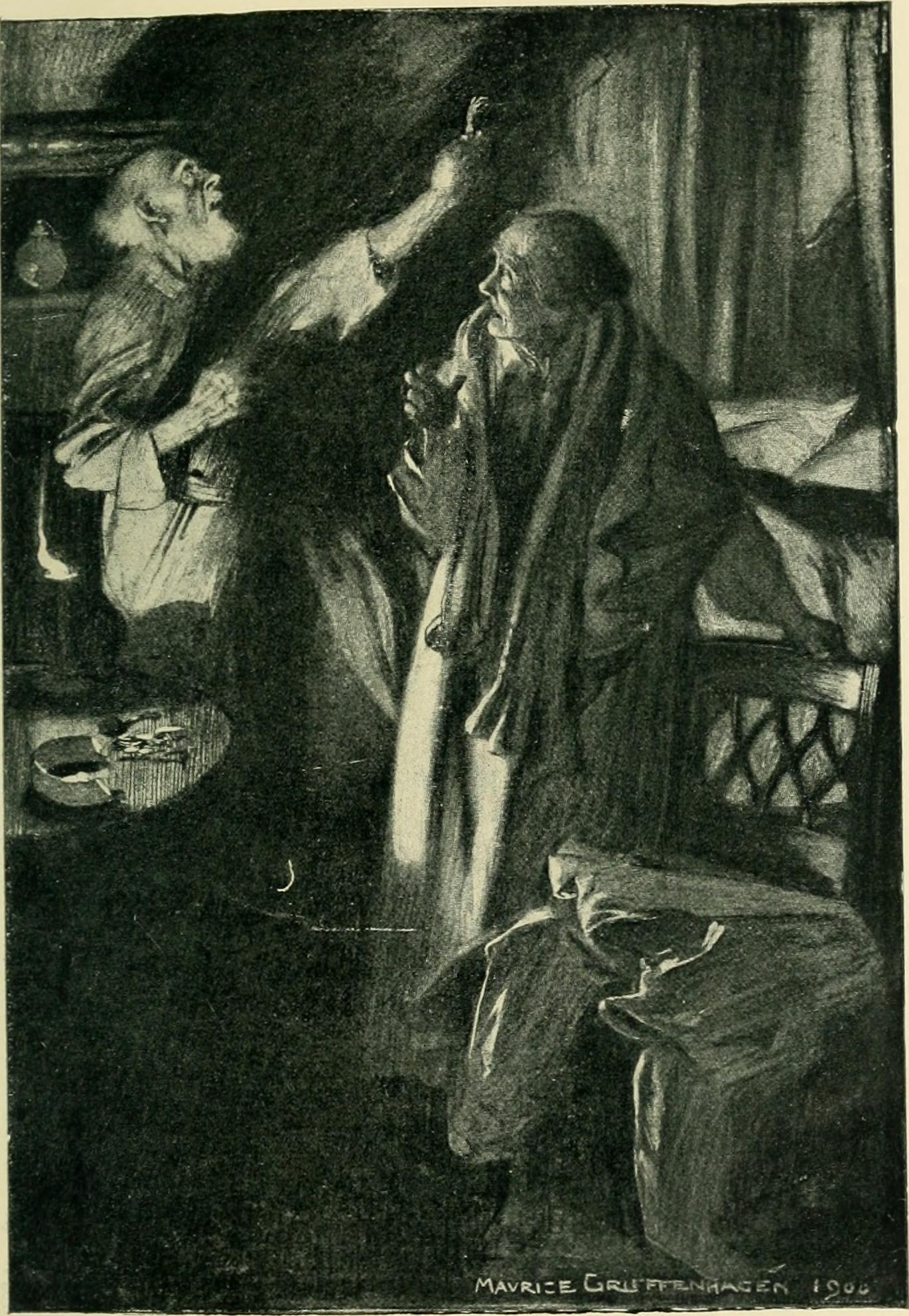
ジェイコブスの短編小説集『遊覧船の貴婦人』(1902年)より、モーリス・グライフフェンハーゲンの「猿の手」のイラスト。

本作は、1902年に短編集『遊覧船の貴婦人』にて発表された。この物語は「3つの願い」という伝統的なおとぎ話の暗いパロディである。

## あらすじ
老いたホワイト夫妻とその息子ハーバートの一家は、夕食に招いたインド帰りの友人モリス曹長の持つ「猿の手のミイラ」について聞く。これには行者のまじないがかけられており、願いを3つ叶える魔力があるが、運命を曲げようとする者には災厄をもたらすという。自らそれを経験したと語るモリスが捨てようとした猿の手を、ホワイトは譲り受ける。
ハーバートの提案を受け、家のローンを完済するため二百ポンド欲しい、と猿の手に願うホワイト。とたんに、彼は驚いて悲鳴を上げた。猿の手がねじれて動いたというのだ。翌日、ホワイト夫妻は、ハーバートの勤める工場から彼が機械に巻き込まれて死んだことを知らされる。そして支払われた弔慰金は、“願い”通り二百ポンドであった。
息子の死を嘆き悲むホワイト夫妻。ある夜、どうしてもあきらめきれない妻は、ホワイトに息子を猿の手で生き返らせてと懇願する。息子の無残な亡骸を目にしていたホワイトは妻を懸命になだめるが、彼女の必死の訴えを断り切れず、渋々2つ目の願いをかけた。しばらくのち、夫妻は何者かが玄関をノックする音に気付く。息子が戻ったと確信した妻は狂喜して迎え入れようとするが、恐ろしい結果を予感したホワイトは、猿の手に3つ目で最後の願いをかけると、ノックは止んだ。それと同時に開いた玄関の外には、誰の姿もなかった。

## 日本語訳
- 「猿の手」（W・W・ジェイコブズほか、田村隆一訳、早川書房編集部編、早川書房、世界探偵小説全集『幻想と怪奇 英米怪談集 第2』） 1956、のちHayakawa pocket mystery books 1976　ISBN 978-4-15-000268-8
- 「三つのねがいごと 猿の手より」（W・W・ジェイコブズ、山中恒, 佐野美津男共訳、三一書房、母と子のお話図書館『とってもおもしろい話ちょっとこわい話』） 1967
- 「猿の手」（ブラックウッドほか、平井呈一訳、東京創元社、創元推理文庫『怪奇小説傑作集 1』） 1969.2　ISBN 978-4-488-50101-3、のち新版 2006.1　ISBN 978-4-488-50106-8
- 『猿の手』（W・W・ジェイコブズ原作、矢野徹文、石井治絵、学習研究社、5年の学習付録 5年生文庫シリーズ11） 1971.2
- 「猿の手の呪い」 (W・ジェイコブズ原作、荒俣宏,武内孝夫共訳、学習研究社、ユア コース シリーズ 25『世界の恐怖怪談』) 1977.5
- 「猿の手」（ジェイコブズほか、椋田直子訳、江河徹編、林浩一画、くもん出版、幻想文学館3『奇妙な動物の話』） 1989.8　ISBN 978-4-87576-486-1、のち改題『ザ・クリーチャー』（くもん出版、世界の幻想ミステリー3） 2008.4　ISBN 978-4-7743-1378-8
- 「猿の手」（W・W・ジェイコブズほか、坂崎麻子編訳、小松修本文さし絵、偕成社、偕成社文庫『七つの恐怖物語 英米クラシックホラー』） 1992.7　ISBN 978-4-03-651900-2
- 「猿の手」（W・W・ジェイコブズほか、大久保康雄訳、サマセット・モーム編、河出書房新社、世界100物語3『巧みな語り』） 1996.12　ISBN 978-4-309-70873-7 - 注釈：原タイトル：Tellers of tales
- 「猿の手」（W・W・ジェイコブズほか、矢野浩三郎訳、大久保浩絵、岩崎書店『恐怖と怪奇名作集 4』） 1998.12　ISBN 978-4-265-03254-9
- 「猿の手」（W・W・ジェイコブズほか、倉阪鬼一郎訳、森英俊, 野村宏平共編、筑摩書房、ちくま文庫『乱歩の選んだベスト・ホラー』）2000.3　ISBN 978-4-480-03549-3 - 注釈：「猿の手」は原典版新訳。
- 「猿の手」（W・W・ジェイコブズほか、平井呈一訳、宮部みゆき編、光文社『贈る物語terror』） 2002.11　ISBN 978-4-334-92378-5、のち改題文庫化『贈る物語terror みんな怖い話が大好き』（光文社文庫） 2006.12　ISBN 978-4-334-74163-1
- 「猿の手」（ジェイコブズほか、赤木かん子編、ポプラ社、Little selections あなたのための小さな物語 22『恐怖』） 2003.4　ISBN 978-4-591-07573-9
- 「猿の手」（ジェイコブズほか、柴田元幸訳、エドワード・ゴーリー編、河出書房新社『憑かれた鏡 エドワード・ゴーリーが愛する12の怪談』） 2006.8　ISBN 978-4-309-20465-9、のち河出文庫 2012.6　ISBN 978-4-309-20465-9
- 「猿の手」（W・W・ジェイコブズほか、倉阪鬼一郎訳、東雅夫編、筑摩書房、ちくま文庫『怪奇小説精華　世界幻想文学大全』） 2012.11　ISBN 978-4-480-43012-0
- 「猿の手」（W・W・ジェイコブズほか、小林良介翻案、学研プラス『5分後に意外な結末 1 (赤い悪夢)』） 2013.12　ISBN 978-4-05-203895-2
- 「猿の手」（W・W・ジェイコブズほか、柴田元幸編訳、スイッチ・パブリッシング、Switch Library 柴田元幸翻訳叢書『ブリティッシュ&アイリッシュ・マスターピース』） 2015.7　ISBN 978-4-88418-442-1
- 「猿の手」（W・W・ジェイコブズほか、平井呈一訳、江坂遊選、扶桑社、扶桑社文庫『30の神品 ショートショート傑作選』） 2016.10　ISBN 978-4-594-07565-1

### CD
- 『猿の手』（ウイリアム・ワイマーク・ジェイコブズ原作、平井呈一訳、松崎謙二朗読、榊原大音楽、日本ユー・エス・エス、NUSS RECORDS CD book 幻想ロマン・シリーズ Vol.2） 2007.12　ID JAN 4523351070073 - 注記：録音ディスク 1枚 (47分)

### 動画
- サルの手（すごーく こわいお話） - YouTube - 「ゆめあるチャンネル」
- Learn English through story｜Graded reader level 1｜The Monkeys Paw - YouTube